# Lil Uzi Vert
Symere Bysil Woods (Filadelfia, Pensilvania; 31 de julio de 1995), conocido artísticamente como Lil Uzi Vert, es un rapero estadounidense. Obtuvo el reconocimiento inicial tras el lanzamiento del mixtape comercial «Luv Is Rage» (2015), que lo llevó a un contrato de grabación con Atlantic Records, con quien firmó bajo el sello Generation Now de DJ Drama.

## Primeros años
Symere Bysil Woods nació el 31 de julio de 1995 en el vecindario de Francisville, en el norte de Filadelfia.creció escuchando a Mike Jones y Ying Yang Twins; El álbum debut de Jones en 2005 fue el primer álbum que compró. Más tarde, Woods comenzó a escuchar a Wiz Khalifa y Meek Mill, quienes influyeron en su estilo futuro. También comenzaría a escuchar a Marilyn Manson, Paramore, Smash Mouth, The Rocket Summer, Simian, My Chemical Romance y The All-American Rejects cuando tenían 13 años.
Woods abandonó la escuela y pronto comenzó a trabajar en una tienda Bottom Dollar, pero renunció después de cuatro días y su madre le echó de su casa.
La situación llevó a Woods a hacerse su primer tatuaje en la cara, la palabra «Faith» debajo de la línea del cabello, lo que provocó que se tomaran en serio su carrera de rap.

## Carrera musical

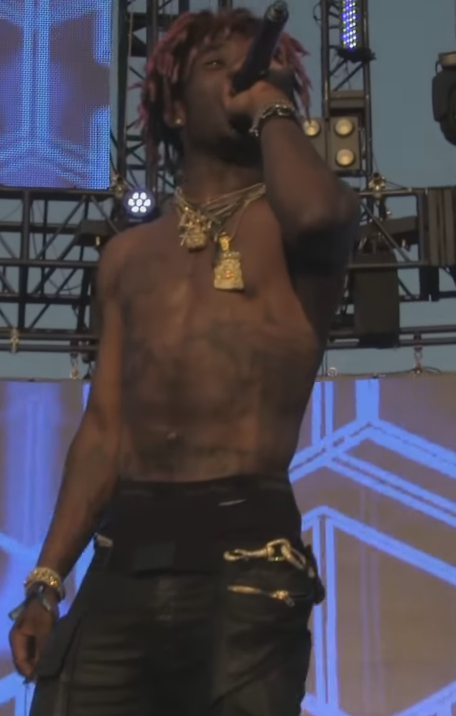
Lil Uzi Vert en 2016

Don Cannon descubrió a Uzi Vert y escuchó una de las canciones de Uzi Vert reproducidas en la radio por DJ Diamond Kuts. Más tarde, Uzi Vert firmó su contrato con DJ Drama, Don Cannon y el sello discográfico Leighton Morrison, Generation Now y Atlantic Records. Uzi Vert ganó conocimiento en 2016 con sus sencillos en inglés Money Longer, You Was Right y Ps & Qs. Después de la canción Money Longer, se anunció la separación de Lil Uzi Vert y su pareja Brittany Byrd. Ésta separación la trata en el tema XO TOUR Llif3. En 2016, en colaboración con Wiz Khalifa, lanzaron el sencillo Pull Up. También tuvo una aparición especial en la canción «Bad and Boujee» de Migos, que en enero de 2017 alcanzó el primer lugar en el Billboard Hot 100 USA. Recientemente, Lil Uzi declaró en su Instagram, el retiro de su carrera musical. Posiblemente los problemas discográficos causaron la decisión de Uzi. Lil Uzi lanzó su segundo álbum, Eternal Atake, en marzo de 2020.

### Influencias
Lil Uzi Vert llama a Marilyn Manson "su mayor inspiración". También es fan de la banda Paramore, citando específicamente a la líder Hayley Williams como una influencia. En una entrevista con Complex, Lil Uzi Vert citó a ASAP Rocky, Pharrell Williams, Kanye West, Young Thug, Wiz Khalifa, Lil Wayne y los Ying Yang Twins como influencias.

### 2021-presente:Red & White,Pink TapeandLuv Is Rage 3

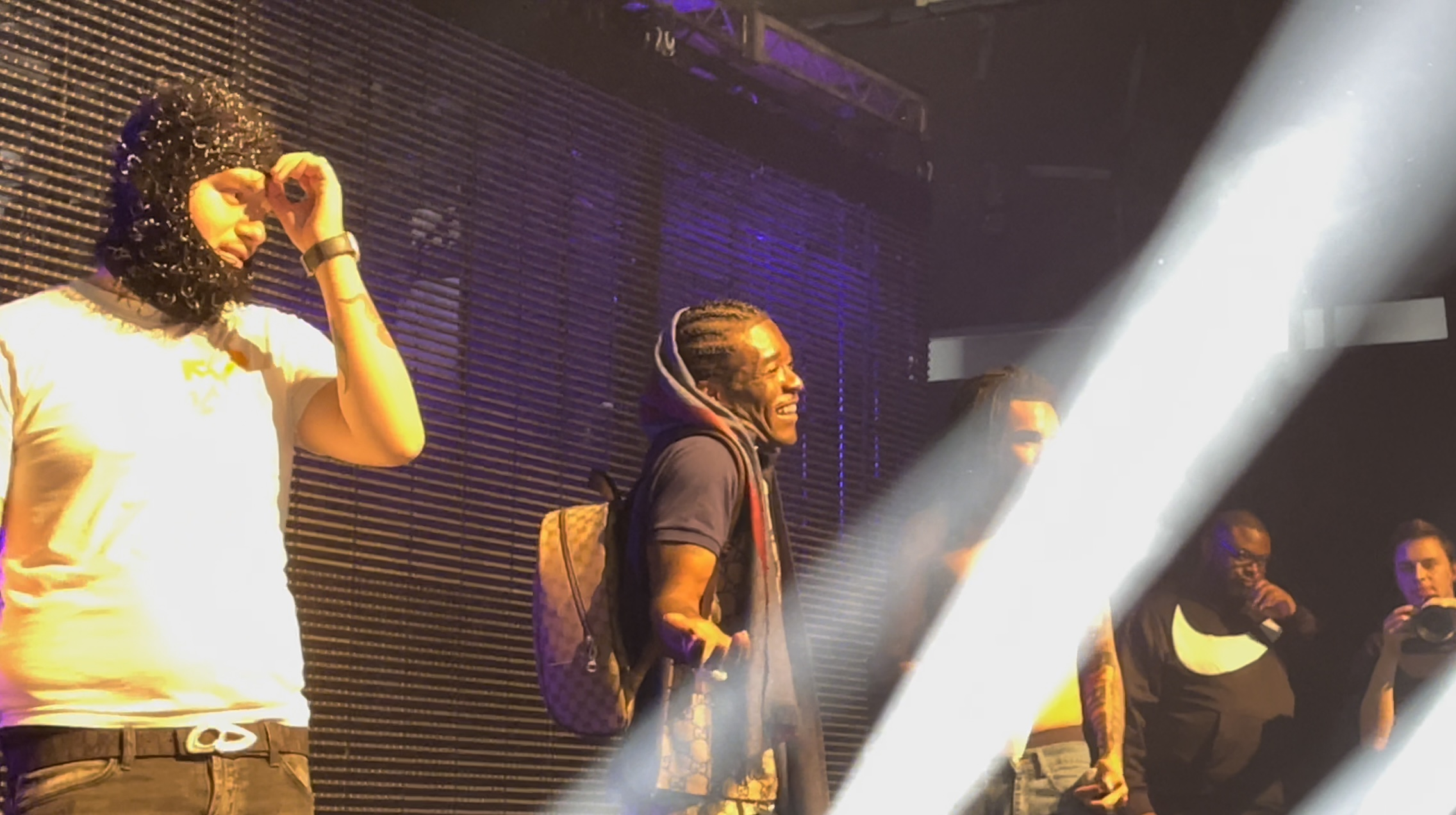
Lil Uzi Vert (segundo a la izquierda) junto con Yeat en el The Fonda Theatre en California, 9 de mayo de 2022

A finales de 2020, Woods comenzó a promocionar nuevos sencillos en lives de Instagram que sonaban similar a lanzamientos populares del inicio de su carrera. El 16 de julio de 2021, también anunció el título de su próximo álbum The Pink Tape. Woods posteriormente anunció un proyecto titulado Forever Young, como un seguimiento de Luv Is Rage 2 y un proyecto que se lanzaría exclusivamente en SoundCloud. El 29 de octubre de 2021, Lil Uzi Vert lanzó el sencillo "Demon High".
El 12 de julio de 2022, Woods anunció que un EP titulado Red & White, que estaba pensado para ser lanzado antes de Pink Tape. El EP fue lanzado diez días después, esperando lanzar un número de pistas en SoundCloud en la espera de su lanzamiento. En octubre de 2022, lanzó su sencillo "Just Wanna Rock", que se hizo viral en TikTok. "Just Wanna Rock", una canción Jersey Club con producción sintética y con el prominente productor McVertt, alcanzó el número 10 en el Billboard Hot 100, su sencillo más alto desde el lanzamiento de Eternal Atake.
El 30 de junio de 2023, Woods lanzó su tercer álbum de estudio Pink Tape, que contenía 26 canciones, incluyendo 3 bonus tracks. El álbum tuvo colaboraciones de Travis Scott, Nicki Minaj, Bring Me the Horizon, Don Toliver y Babymetal. Pink Tape debutó en el número uno en el Billboard 200, convirtiendo a Woods en solo el tercer rapero del siglo 21, junto con Drake y J. Cole, en tener sus primeros tres álbumes de estudio alcanzó el top de la lista.
Luego del lanzamiento de Pink Tape, Uzi dio guiños de lanzar su quinto mixtape Barter 16 luego de que Uzi había prometido que si el proyecto lograba el número 1 en el Billboard 200, este sería lanzado a continuación. El 16 de agosto de 2023, Uzi mostró la portada del mixtape en Instagram, que se veía similar al artwork del mixtape de Young Thug, Barter 6 (2015). El 19 de agosto de 2023, múltiples canciones de Barter 16 fueron filtradas en internet, llevando a que fue cancelado y el enfoque de Uzi fuera hacía Luv Is Rage 3.

## Vida personal
Es muy notorio el uso de diamantes y otro tipo de joyería así como relojes de marca y cadenas como parte de su estilo. Una de sus aficiones es el anime donde la hace notar en el arte de muchos de sus sencillos o álbumes, al igual que en diversos videos e incluso en su vestimenta.

## Controversia
Woods había recibido una acusación por ser una persona satanista originalmente por el rapero de batalla Daylyt, quien afirmó que Woods adoraba a Satanás.[cita requerida]
En julio de 2018, Woods le dijo a una multitud de fanáticos que estaban «Yendo al infierno con él».
En agosto de 2017, Woods generó polémica al subir imágenes satánicas en sus redes sociales, escribiendo frases a menudo asociadas con el satanismo como "666". Con frecuencia, ha promovido el satanismo en sus redes sociales, estos mensajes que hicieron que su sello discográfico le quitara acceso a Instagram.
El 7 de febrero de 2021, se incrustó un diamante rosado de 11 quilates en la frente, valorado en 24 millones de dólares. Esto provocó un revuelo en redes sociales.
En marzo de 2023, luego de que en el festival de rap Rolling Loud en California cantara una canción inédita en la que cita en inglés “I make a City Girl believe in Satan”, la controversia de que es alguien Satanico comenzaron de nuevo aunque unos días más tarde él mismo declaró que las referencias a Satanás que hace son figurativas y no literales, y que no cree que Satanás exista.

## Asuntos legales

### 2016-2020: Arrestos
El 8 de diciembre de 2016, Woods fue arrestado en Atlanta por conducir imprudentemente una moto todoterreno. Woods y un amigo conducían una moto sin luces ni cascos antes de que la policía los notara. Mientras la policía le perseguía, Woods se cayó de su moto todoterreno e intentó huir a pie antes de ser atrapade y retenide con una fianza de $ 6,500. En noviembre de 2017, el cargo se resolvió y Woods recibió una sentencia de servicio comunitario. En octubre de 2020, Woods y varios otros fueron arrestados en las calles de Filadelfia después de estar involucrados en una pelea con pistolas de paintball. Fueron captados después de compartir un video de la disputa en Instagram.

### 2021: Cargos de asalto
El 2 de julio de 2021, Woods y Saint Jhn se enfrentaron después de que Woods viera a Saint Jhn con su exnovia Brittany Byrd. La confrontación condujo a un altercado físico entre los dos que resultó en que Woods les apuntara con un arma y luego apuntara con el arma al estómago de su exnovia. Se informó que nadie resultó herido y todos abandonaron la escena.
El 6 de julio de 2021, XXL informó que Woods supuestamente hospitalizó a Byrd golpeándola en la cara varias veces y apuntándole con una pistola en el estómago. Woods y su equipo no respondieron a las afirmaciones de Byrd.
El 2 de febrero de 2022, TMZ informó que Woods no se declaró culpable en la corte por un cargo de agresión por delito grave con arma de fuego y lesión por delito menor. Más tarde aceptó un acuerdo de culpabilidad por una sentencia de tres años de libertad condicional formal, un año de tratamiento por salud mental y abuso de sustancias, 52 semanas de asesoramiento sobre violencia doméstica, restitución y una orden de protección penal de 10 años.

## Discografía

### Álbumes de estudio
- Luv Is Rage II (2017)
- Eternal Atake (2020)
- Pink Tape (2023)
- Eternal Atake 2 (2024)
- Luv Is Rage 3 (TBA)

### Álbumes colaborativos
- Pluto X Baby Pluto con Future (2020)

### Extended plays
- Purple Thoughtz EP Volume II (2014)
- 1017 Versus The World con Gucci Mane (2016)
- Luv Is Rage 1,5 (2017)
- Red & White (2022)
- Pink Tape: Level 1 (2023)
- Pink Tape: Level 2 (2023)
- Pink Tape: Level 3 (2023)
- Pink Tape: Level 4 (2023)
- Pink Tape: Boss Battle (2023)

### Mixtapes
- The Real Uzi (2014)
- Luv Is Rage (2015)
- Lil Uzi Vert Versus The World (2016)
- The Perfect LUV Tape (2016)
- Barter 16 (TBA)